# Doloplazy (powiat Ołomuniec)
Doloplazy – gmina w Czechach, w powiecie Ołomuniec, w kraju ołomunieckim. Według danych z dnia 1 stycznia 2012 liczyła 1344 mieszkańców.
Pierwsza wzmianka o miejscowości pochodzi z roku 1228.

## Zabytki
- kościół św.św. Cyryla i Metodego